# Il Sole 24 ore
Il Sole — 24 ore (произносится «Иль со́ле — Вентикуа́ттро о́ре», с итал. — «Солнце — 24 часа») — итальянская финансово-экономическая ежедневная газета.

## История
Деловая газета Il Sole была основана в 1865 году в Милане в качестве органа Торговой палаты этого города. В 1871 году газета была выкуплена предпринимателями Пьетро Браджолой Беллини и Акилле Берселлини. С 1950 года издателем газеты выступала страховая группа INA, а с 1952 года — Всеобщая конфедерация итальянской промышленности. В 1965 году газета объединилась с деловой газетой 24 ore (основана в 1946 году) и с тех пор выходит под настоящим названием; с того же года она стала центром одноимённой издательской группы.
В 1986 году издательством была создана рекламная компания Il Sole 24 ore system. Начиная с 1990-х годов газета начала выпуск большого количества специализированных приложений, среди которых Domenica, New Economy, Mondo&Mercati, Risparmio e famiglia, Settimana finanziaria. В 1990 году группой была приобретена книгоиздательская и распространительская сеть Pirola. В 1994 — журналистское агентство Radiocolor, а с ним — большое количество специализированных журналов (Guida normativa, Guida al diritto, Edilizia e territorio, Ambiente e sicurezza). С 1999 года группа занимается также радиовещанием (Radio 24), а с 2001 года имеет собственный деловой спутниковый телевизионный канал Ventiquattrore.tv.

## Тираж
В середине 1980-х годов тираж газеты составлял 99 300 экземпляров. В ноябре 2012 года средний ежедневный тираж составил 315 075 экземпляров. В январе 2023 года тираж составлял 72 482 экземпляров (без учёта электронных экземпляров).